# Lemnaphila longicera
Lemnaphila longicera är en tvåvingeart som beskrevs av Wayne N. Mathis och James F. Edmiston 2000. Lemnaphila longicera ingår i släktet Lemnaphila och familjen vattenflugor.
Artens utbredningsområde är Peru. Inga underarter finns listade i Catalogue of Life.